# Reporterre
Pour les articles ayant des titres homophones, voir Reporter et Reporters.
Reporterre est un site d'actualité lancé en 2007 par le journaliste Hervé Kempf. Sous-titré « le média de l'écologie », il est le plus ancien quotidien d’information français sur l’écologie.

## Fonctionnement
Le média est publié en ligne par une association à but non lucratif, la Pile (association pour une presse indépendante, libre et écologique), dont le président est Olivier Mugler, ancien gérant de magasins du réseau Biocoop,,.
Ce média sur internet est en accès libre et sans publicité. Son modèle économique repose essentiellement sur les dons de ses lecteurs. Les ressources de Reporterre dépendent à 98 % des dons de ses lecteurs et pour les 2 % restants de ventes éditoriales (droits notamment),. Le média emploie trente-et-un salariés permanents dont vingt-cinq journalistes professionnels et une quinzaine de collaborateurs réguliers.

### Audience
En avril 2025, Reporterre revendique, pour l'année 2024, 32,4 millions de visites (données Matomo) pour environ 2 millions de lecteurs réguliers et un budget annuel d'environ 3,5 millions d'euros.

## Histoire
En 1989, Reporterre est le premier magazine sur l'écologie à paraître depuis Survivre et vivre, La Gueule ouverte et Le Sauvage. Lancé par une équipe animée par Hervé Kempf, le titre vend en moyenne 26 000 exemplaires par mois. Il a compté jusqu'à 4 500 abonnés payants. Mais l'équilibre financier n'est pas atteint et le mensuel disparait après un an de parution.
En 2007, Reporterre est relancé par Hervé Kempf sur internet,, afin « d'informer sur les liens entre la crise écologique, les injustices sociales et les menaces sur les libertés ». Selon le fondateur, le déclic vient de la mobilisation à Notre-Dame-des-Landes. D'abord modeste, le site se développe petit à petit, en commençant à publier des enquêtes ou des entretiens exclusifs. Une maquette plus moderne est mise en place en janvier 2008, à l'occasion de l'adaptation du site au logiciel libre SPIP (Système de publication pour l'Internet). Le site a pris son essor quand Hervé Kempf a quitté le quotidien français Le Monde, en septembre 2013, et s'est consacré totalement au « média de l'écologie »,.
En 2025, le média est le plus ancien quotidien d’information français sur l’écologie.
En 2025, Amélie Mougey succède à Hervé Kempf à la tête de la rédaction, après avoir dirigé La Revue Dessinée pendant huit ans.

## Ligne éditoriale et positionnement politique
La ligne éditoriale du média peut être définie comme profondément écologiste : selon Libération, « le média s’est donné pour mission de porter l’écologie dans le débat public et d’en faire une question politique centrale ». Le magazine Marianne classe le site dans « la galaxie des écolos radicaux ».
Dans un entretien pour Ballast, Hervé Kempf détaille la ligne éditoriale, et la définit comme l'articulation entre journalisme et engagement politique : « Nous avons une ligne rédactionnelle très claire, qui est inscrite sur le site : nous considérons que la question écologique est la question historique et politique principale de ce début de XXIe siècle. C'est une grille de lecture visible, assumée, et à partir de laquelle nous faisons notre travail de journaliste. Nous sommes aussi engagés, et j'allais même dire moins, que des journaux comme The Economist, Les Échos, Le Figaro ou Le Monde, qui défendent explicitement, à des degrés divers, une ligne néolibérale et affirment la primauté de l'économie comme mode principal de l'activité sociale. […] À partir de ça, nous menons une bagarre contre la vision du monde dirigée par l'économie, pour faire simple. »,.
En juin 2024, Reporterre comme 90 médias français appelle à faire « front commun » contre l’extrême droite, qui selon eux menace la liberté de la presse en France. Il appelle à soutenir la coalition de gauche du Nouveau Front populaire dans le cadre des élections législatives anticipées, afin « d’empêcher le RN d’accéder au pouvoir le 7 juillet ».

## Thèmes
Le site traite principalement des sujets suivants :
- le changement climatique ;
- l'effondrement de la biodiversité ;
- les limites planétaires
- la politique écologique du gouvernement ;
- les grands travaux inutiles ;
- l'agriculture et l'alimentation ;
- les alternatives (habitat écologique…) ;
- les pratiques sociales et environnementales portées par le secteur de l'économie sociale et solidaire ;
- les traités de libre-échange CETA et TAFTA ;
- les mouvements de lutte zadistes (contre l'aéroport Notre-Dame-des-Landes et le laboratoire de Bure par exemple).

## Prix et distinctions

### Prix du journaliste scientifique de l’année 2025
Le journaliste de Reporterre Vincent Lucchese est lauréat 2025 du prix AJSPI du journaliste scientifique de l’année. Les articles soumis pour le prix sont : S’opposer aux NGT, les « nouveaux OGM », est-il antiscientifique ?, Forage des glaciers, rideaux sous l’océan : la géoingénierie polaire passe à l’offensive , Météo du futur : les nuages au cœur du changement climatique.
« Le jury a salué la qualité des articles, la clarté des explications, l’originalité des angles. Son travail explore les connaissances fondamentales sans oublier le contexte politique ou socio-économique dans lequel la science se fait, ou les intérêts privés derrière certaines promesses technologiques ».

### Prix du journalisme environnemental 2025
La journaliste de Reporterre Hortense Chauvin a reçu le prix 2025 du journalisme environnemental de l’association des Journalistes-écrivains pour la Nature et l’Écologie (JNE) et de l’université Paris Dauphine-PSL.
L'article concerné est Elargir la Seine, ou la mise à mort d’une cathédrale du vivant, écrit pour Reporterre, « saluant ainsi la qualité de son écriture et de son enquête ».

## Critiques et controverses

### Tribunes

#### Soutien à l'anthroposophie
En janvier 2011, Reporterre publie une tribune de soutien à l'anthroposophie, un mouvement largement décrié et classé par la Miviludes et l'Unadfi comme un « mouvement philosophico-religieux » présentant un risque de dérive sectaire,.
La tribune a depuis été dépubliée par le média.

#### Désinformation sur les vaccins
Le 10 juillet 2017, l'eurodéputée écologiste Michèle Rivasi publie sur Reporterre une tribune intitulée : « Obligation vaccinale - la guerre est déclarée » s'opposant à l'augmentation annoncée du nombre de vaccins obligatoires en France et reprenant de nombreux arguments des mouvements anti-vaccins. La tribune est analysée par la rubrique Les Décodeurs du journal Le Monde qui constate de nombreux éléments « faux » et « mensonges ». La députée reprend notamment la théorie complotiste affirmant qu'il existe un lien de causalité entre vaccination contre l'hépatite B et apparition de la sclérose en plaques. Elle affirme également que le nouveau calendrier vaccinal consiste en « pas moins de 76 immunisations avant l'âge de 18 mois », chiffre largement surévalué selon le journal qui comptabilise seulement 10 injections représentant 31 doses vaccinales.
La tribune a depuis été dépubliée par le média.

### Diffusion d'une fausse information
En avril 2018, dans le contexte du mouvement étudiant du printemps 2018, Reporterre publie une information qui s'avérera par la suite être erronée sur un blessé grave lors de l'évacuation de la faculté de Tolbiac. Sur la base de plusieurs témoignages, le site publie un article, vite repris par d'autres médias, affirmant qu'un étudiant a été gravement blessé et que ce fait a été caché par les autorités. Après sa propre enquête, intégrant vérifications et démentis officiels, Reporterre conclut qu'aucun étudiant n'a été gravement blessé. Le rédacteur en chef explique dans l'émission Les décodeurs de la RTBF les incertitudes initiales et comment la vérité a pu être établie.

### Confusionnisme et complotisme
En juillet 2023, L'Express critique Reporterre, dont plusieurs articles sont qualifiés de confusionnistes, voire de complotistes. Le 15 novembre de la même année, le média répond à ces allégations.

## Contributeurs
L'équipe comprend, en 2025, 25 journalistes en CDI et une dizaine de pigistes réguliers, parmi lesquels :
- Marie Astier, journaliste
- Lorène Lavocat, journaliste
- Émilie Massemin, journaliste
- Alexandre-Reza Kokabi, journaliste
- Charles Dannaud, journaliste
- Vincent Lucchese, journaliste
- Emmanuel Clévenot, journaliste
- Erwan Manac'h, journaliste
- Moran Kerinec, journaliste
- Gaspard d'Allens, journaliste
- Hortense Chauvin, journaliste
- Justine Guitton-Boussion, journaliste
- Laury-Anne Cholez, journaliste
- Jeanne Cassard, journaliste
- Scandola Graziani, journaliste

## Collection d'ouvrages
Depuis 2014, Reporterre a développé une collection d'ouvrages en partenariat avec les Éditions du Seuil. Une quinzaine de livres ont ainsi été co-édités :
- Grégoire Souchay et Marc Laimé, Sivens : le barrage de trop, Seuil/Reporterre, 2015.
- Gaspard d'Allens et Lucile Leclair, Les néo-paysans, Seuil/Reporterre, 2016.
- Marie Astier, Quel pain voulons-nous ?, Seuil/Reporterre, 2016.
- Tiffany Blandin, Un monde sans travail ?, Seuil/Reporterre, 2017.
- Gaspard d'Allens et Andrea Fuori, Bure, la bataille du nucléaire, Seuil/Reporterre, 2017.
- Élisabeth Schneiter, Les héros de l'environnement, Seuil/Reporterre, 2018.
- Christine Laurent, Mon jardin sans pétrole, Seuil/Reporterre, 2019.
- Gaspard d'Allens, Main basse sur nos forêts, Seuil/Reporterre, 2019, 176 p.  (ISBN 978-2-02-134390-8).
- Isabelle Attard, Comment je suis devenue anarchiste, Seuil/Reporterre, 2019, 160 p.
- L'écologie au XXIe siècle, ouvrage collectif[25] présenté par Hervé Kempf, Seuil/Reporterre, 2020, 224 p.  (ISBN 978-2-0214-4326-4).
- Lucile Leclair, Pandémies, une production industrielle, Seuil/Reporterre, 2020, 144 p.  (ISBN 978-2-0214-6605-8)
- Matthieu Auzanneau et Hortense Chauvin, Pétrole, le déclin est proche, 2021, 160 p.  (ISBN 978-2-0214-8075-7)
- Lucile Leclair, Hold up sur la terre, 2022, 160 p.  (ISBN 978-2-02-149253-8)
- Fabien Benoît et Nicolas Celnik, Techno-luttes, enquête sur ceux qui résistent à la technologie, 2022, 224 p.  (ISBN 978-2-02-150773-7)
- Dorothée Moisan, Les Écoptimistes, remèdes à l’écoanxiété, 2023, 192 p.  (ISBN 978-2-02-152337-9)
- Multiples auteurs, Ils inventent un monde écologique, 2024, 112 p.  (ISBN 979-10-414-2127-5)
- Arthur Nazaret, Le prophète qui avait raison, 2024, 240 p. ,  (ISBN 978-2-02-156156-2)
- Laure Noualhat, Le nucléaire va ruiner la France, 2025, 210 p.,  (ISBN 978-2-02-158797-5)